# Helsana-Trail

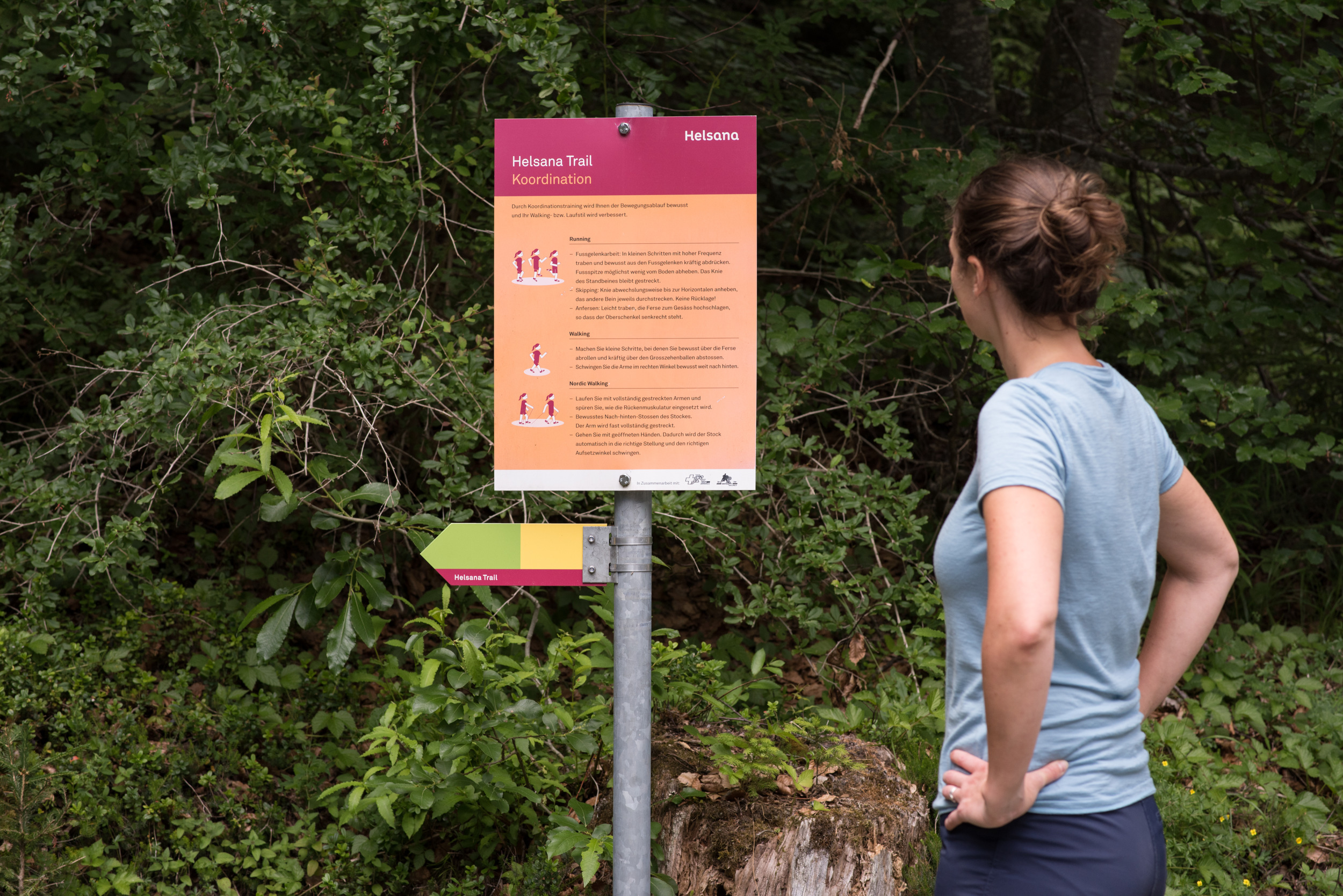
Wegweiser für Helsana-Trail (unten) mit Instruktionstafel

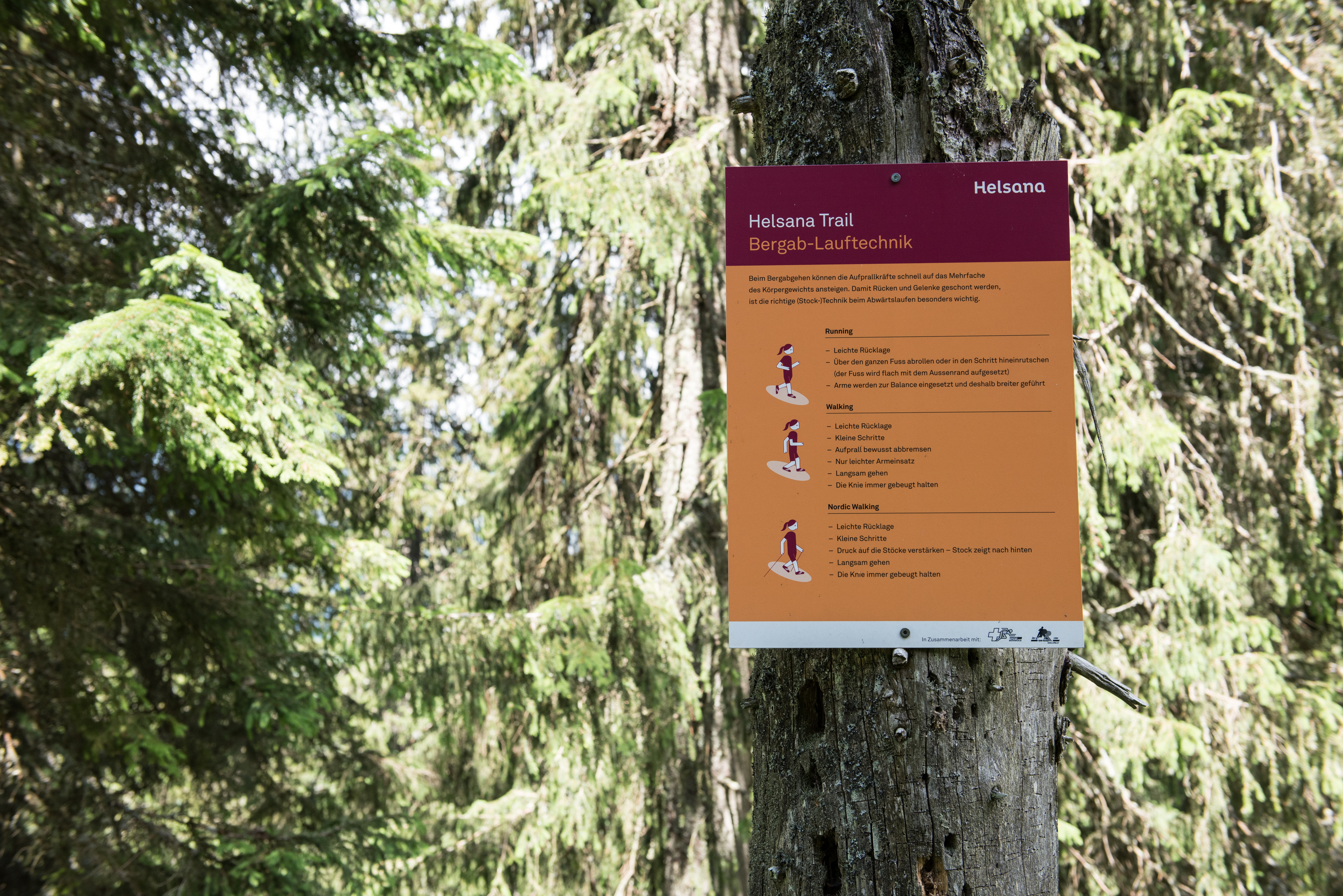
Instruktionstafel mit Beschreibung der Bergab-Lauftechnik

Ein Helsana-Trail ist ein üblicherweise in einem Wald angelegter Sport-Parcours, welcher der Öffentlichkeit jederzeit und kostenlos zur Verfügung steht. Die Helsana-Trails werden seit 2003 von der Schweizer Krankenkasse Helsana und dem Schweizerischen Leichtathletik-Verband Swiss Athletics erstellt und betrieben. Die Trails stehen grösstenteils ganzjährig zur Verfügung, sind kostenlos nutzbar und eignen sich für alle Fitnessstufen.
Die ausgeschilderten und vermessenen Rundkurse richten sich an Jogger, Nordic Walker, Wanderer und Spaziergänger. Auf den Strecken sind Hinweistafeln mit Kräftigungs- und Dehnungsübungen sowie Informationen zur richtigen Technik und zu einer gesunden Trainingsbelastung angebracht.
Mehr als 360 Laufstrecken stehen in mehr als 120 Gemeinden schweizweit zur Verfügung. Die Streckenlängen variieren meist zwischen 5 und 25 Kilometern. Meist gibt es Strecken in drei verschiedenen Schwierigkeitsgraden. Die Trails werden regelmässig von lokalen Verantwortlichen kontrolliert und gepflegt.
Die von der Zürich Versicherung betriebenen Vitaparcours richten sich hingegen an Sportler, die Übungen für Kraft, Ausdauer, Beweglichkeit und Koordination in der freien Natur suchen.
Die Helsana Trails App zeigt die Details zu den Trails und misst beim Laufen Distanz, Tempo, Höhenmeter, Zeit und den Verbrauch an Nahrungsenergie. In der App sind zudem ergänzende Aktivitäten und besondere Plätze auf und in der Nähe des Trails aufgeführt, etwa Aussichtspunkte, historische Bauten oder Grillstellen. Die App ist kostenlos und steht auch Nicht-Kunden zur Verfügung. Sie funktioniert auch abseits der Helsana-Trails als Fitnesstracker. In Verbindung mit der Helsana+ App können Trails-App-Nutzer mit ihren gelaufenen Kilometern Pluspunkte für das Bonusprogramm sammeln.